# Cicindinae
Cicindinae zijn een onderfamilie van de loopkeverfamilie (Carabidae). De wetenschappelijke naam werd voor het eerst geldig gepubliceerd in 1927 door Csiki.

## Taxonomie
De volgende geslachten worden bij de onderfamilie ingedeeld:
- Archaeocindis
- Cicindis